# North Bend (Nebraska)
North Bend ist eine Kleinstadt (City) im Dodge County im Bundesstaat Nebraska der Vereinigten Staaten. Die Stadt liegt ca. 23 Kilometer westnordwestlich von Fremont am South Platte River und hatte bei der letzten Volkszählung im Jahr 2010 insgesamt 1177 Einwohner.

## Geschichte
Die Gegend um North Bend wurde ursprünglich von amerikanischen Ureinwohnern der Pawnee besiedelt. Am 4. Juli 1856 rasteten schottische Siedler, die sich auf dem South Platte River auf dem Weg nach Kansas befanden, an der Stelle der heutigen Stadt, um dort den Unabhängigkeitstag zu feiern. Sie gründeten dort eine kleine Siedlung, die zunächst den Namen Emerson erhielt und später in Franklin umbenannt wurde. Die Siedlung wuchs durch den Zuzug neuer Siedler weiter an und eine Sägemühle wurde errichtet. 1858 wurde das Dorf in Wallace umbenannt. Dieser Name des Ortes geht auf einen Unternehmer zurück, der anbot, eine Bücherei in einer Stadt zu errichten, wenn diese im Gegenzug seinen Namen trägt.
Im Oktober 1867 wurde das Land durch den Landbesitzer Matthew Cotterell parzelliert. Die Union Pacific Railroad kaufte ein Grundstück zur Erweiterung der First Transcontinental Railroad. Am 12. August 1869 wurde der Name des Dorfes zu North Bend geändert, abgeleitet wurde dieser Name von dem durch die UP eingerichteten Bahnhof, dieser war der nördlichste Bahnhof der Eisenbahngesellschaft im Bundesstaat Nebraska. Am 20. April 1876 wurde North Bend als Village inkorporiert. Zu diesem Zeitpunkt gab es in dem Dorf 21 Geschäfte, eine Schule und eine Kirche. Im Jahr 1879 wurde eine Lokalzeitung in North Bend eingeführt. In den Anfangsjahren wies North Bend ein starkes Bevölkerungswachstum auf. Im April 1886 wurde der Ort zur City erhoben.
Beim United States Census 1900 überschritt North Bend erstmals die Grenze von 1000 Einwohnern. Um 1913 wurde der Lincoln Highway, auch als U.S. Highway 30 bezeichnet, durch North Bend gebaut. Während der 1910er- und 1920er-Jahre wurde die Stadt an das Abwasser- und das Stromnetz angeschlossen und erhielt befestigte Straßen. 1940 wurde ein Teil der Stadt durch einen Brand zerstört. Während der 1960er-Jahre erlebte North Bend nochmals ein starkes Bevölkerungswachstum, bis die Stadt im Jahr 1980 mit 1368 Einwohnern ihre bislang höchste Einwohnerzahl erreichte. Seitdem ist die Einwohnerzahl rückläufig. Im Jahr 2006 wurde das 150-jährige Bestehen von North Bend gefeiert.

## Bevölkerung

### Census 2010
Bei der Volkszählung 2010 lebten in North Bend 1177 Einwohner, verteilt auf 447 Haushalte und 317 Familien. Von den Einwohnern waren 98,1 % Weiße, 1,8 % Afroamerikaner, 0,2 % amerikanische Ureinwohner, 0,2 % Asiaten, 0,1 % anderer Abstammung und 0,1 % der Einwohner waren mehrerer Abstammungen. 1,2 % der Einwohner waren Hispanics oder Latinos. Altersmäßig waren 27,4 % der Einwohner unter 18 Jahren alt, 4,9 % waren zwischen 18 und 24, 21,0 % zwischen 25 und 44, 26,8 % zwischen 45 und 64 und 20,0 % waren älter als 65 Jahre. Das Medianalter betrug 41,8 Jahre. In 33,6 % der Haushalte lebten Kinder unter 18 Jahren und in 13,4 % der Haushalte lebten Personen über 65. 48,2 % der Einwohner waren männlich und 51,8 % weiblich.

### Census 2000
Bei der Volkszählung im Jahr 2000 hatte North Bend 1213 Einwohner, verteilt auf 468 Haushalte und 322 Familien. 99,34 % der Einwohner waren Weiße, 0,08 % Afroamerikaner, 0,16 % amerikanische Ureinwohner, 0,08 % Asiaten und jeweils 0,16 % waren anderer oder mehrerer Abstammungen. Hispanics oder Lations machten 0,82 % der gesamten Bevölkerung aus.
Das durchschnittliche Einkommen pro Haushalt betrug in der Stadt zu diesem Zeitpunkt 38.879 US-Dollar, das durchschnittliche Einkommen einer Familie lag bei 43.984 US-Dollar. 5,1 % der Einwohner lebten unterhalb der Armutsgrenze, von diesen Einwohnern waren 4,7 % unter 18 und 11,2 % über 65 Jahre alt.

## Wirtschaft und Infrastruktur
Der Wirtschaftsschwerpunkt liegt in North Bend auf der Landwirtschaft. In der Stadt gibt es insgesamt rund 100 Betriebe, größter Arbeitgeber in der Stadt ist der örtliche Schulbezirk. Ein Teil der Bewohner pendelt inzwischen nach Fremont oder Omaha zur Arbeit.
North Bend liegt am U.S. Highway 30, der die Stadt mit Omaha und Schuyler verbindet, und an der Nebraska Route 79. Die Bahnstrecke der Union Pacific Railroad verläuft durch North Bend. Der örtliche Schulbezirk verfügt über eine Grundschule, eine Mittelschule und eine Highschool, an denen im Schuljahr 2018/19 insgesamt 607 Schüler eingeschrieben waren.

## Persönlichkeiten
- Marg Helgenberger (* 1958), Schauspielerin, wuchs in North Bend auf